# Pfandherr
Nella nobiltà tedesca, un Pfandherr (letteralmente traducibile in "signore dei pegni") era un creditore, principalmente della bassa nobiltà (Niederer Adel), che prestava denaro a un nobile superiore nella gerarchia feudale, e come sicurezza riceveva l'uso di un territorio appartenente al debitore, che allora era conosciuto come Pfandherrschaft (signoria in pegno). L'uso di solito includeva tutti i diritti e le entrate del proprietario, come tasse, dazi, sfruttamento forestale, diritti di caccia e pesca, ecc. Il territorio promesso rimaneva di proprietà del proprietario originario e poteva essere riscattato con la risoluzione del contratto di pegno e il rimborso del denaro preso in prestito, solitamente con interessi. Poiché il feudatario o il principe debitore socialmente superiore era molto più potente, accadeva anche che, per mancanza di denaro, venisse rimborsata solo una parte della cauzione oppure il debito fosse saldato a rate.